# رویزونگ (دودمان تانگ)
رویزونگ (تولد:۲۲ ژوئن ۶۶۲ مرگ:۱۶ ژوئیهٔ ۷۱۶) وی امپراتور چین و پنجمین و هشتمین فرمانروای سلسله تانگ بود که در دو دوره بر چین فرمان راند. در دوره اول سلطنت خود به هیچ وجه حکومت نکرد و همه کنترل امور رسماً در دست مادرش امپراتریس بیوه وو بود که به عنوان وو زتیان نیز شناخته می‌شود، رویزونگ از سال ۶۸۴ تا ۶۹۰ به عنوان امپراتور زندانی، اسمی و دست نشانده امپراتوری تانگ شناخته می‌شد و بخاطر این که در دوره سلطنت اول خود هیچ قدرتی نداشت و حبس خانگی بود در این زمان او به عنوان امپراتور به رسمیت شناخته نمی‌شود، در دوره دوم سلطنت خود خواهر او پرنسس تایپینگ از قدرت و نفوذ قابل توجهی استفاده کرد.
در فوریه ۶۸۴، امپراتریس وو، مادر لی دان، پسر بزرگتر خود را امپراتور ژونگ زونگ (لی ژه) را که تلاش کرده بود آزاد و بدون مادر خود حکومت کند، برکنار کرد و او را امپراتور (به عنوان امپراتور رویزونگ) نامید. امپراتور رویزونگ هیچ ارزشی نداشت، چون یک عروسکی بود که تحت کنترل مادرش بود و هیچ قدرت واقعی و قانونی نداشت. از آن زمان به بعد، سلسله تانگ فقط به نام وجود داشت و امپراتریس بیوه وو بیش از شش سال به عنوان امپراتور بازیگر بر چین حکمرانی کرد، امپراتریس بیوه وو از اینکه این امپراتوری بدون هیچ حاشیه‌ای کاملاً تحت سیطره محکم او بود، بسیار راضی‌تر شد و تصمیم گرفت تا سرانجام تاج و تخت را تصاحب کند و سلسله جدیدی را بنا کند. متعاقباً، در اکتبر ۶۹۰ امپراتور رویزونگ تاج و تخت امپراتوری را رسماً به مادرش واگذار کرد، که خود را به عنوان امپراتریس فرمانروا اعلام کرد - تنها زن در تاریخ چین تا به حال که به عنوان امپراتریس فرمانروا حکومت کرد، هرچند او در واگذاری قدرت و جانشینی به مادرش از خود هیچ توانایی و اراده ای در تصمیمات نداشت و با این وجود مثل همیشه کاملاً ساکت ماند و در این جابجایی از طرف وی کوچک‌ترین اقدامی صورت نگرفت. امپراتریس وو همچنین حکمی را صادر کرد که به سلسله تانگ پایان داد و سلسله ژو را تأسیس کرد. امپراتور رویزونگ به فرمان امپراتریس وو با عنوان غیر متعارف هوانگسی (皇嗣، "جانشین امپراتوری") به مقام ولیعهد کاهش یافت.
در سال‌های بعد، برادرزاده‌های امپراتریس وو، وو چنگسی و وو سانسی سعی کردند یکی از آنها را به عنوان وارث تخت معرفی کنند، اما وو زتیان در برابر این تماس‌ها مقاومت کرد. سرانجام، در اکتبر ۶۹۸، که با تهاجم و نارضایتی خارجی در خانه مواجه شد، امپراتریس وو پیشنهاد، پیشنهادی صدر اعظم دی رنجی را پذیرفت و به تبعید لی ژه پایان داد و او را به پایتخت لوئویانگ فراخواند. به زودی، لی دان پیشنهاد داد تاج ولیعهد را به برادر بزرگتر خود واگذار کند و وو زتیان پذیرفت، و لی ژه با نام خانوادگی مادر به نام وو شیان به جای برادر کوچکتر خود ولیعهد شد.
در سال ۷۰۵، یک کودتا موفق آمیز وو زتیان را سرنگون کرد و امپراتور ژونگ زونگ را به تخت سلطنت بازگرداند. پنج سال سلطنت امپراتور ژونگ زونگ کاملاً تحت تسلط و کنترل همسر اصلی ژونگ زونگ، امپراتریس وی بود. در آغاز ژوئیه ۷۱۰، امپراتور ژونگ زونگ درگذشت، که گفته می‌شود، توسط امپراتریس وی مسموم شده است که پس از آن لیو چونگمائو کوچک‌ترین پسر ژونگ زونگ را پرنس ولیعهد می‌کند و بعد امپراتریس وی ان را (به عنوان امپراتور شانگ) نامید. فقط دو هفته بعد، خواهر لی دان پرنسس تایپینگ و پسر لی دان، لی لانگجی شاهزاده لینزی کودتائی را آغاز کردند که منجر به کشته شدن امپراتریس وی شد. پرنسس تایپینگ، لی لانگجی و برادر لی لانگجی، لی چنگچی، شاهزاده سونگ، سپس لی دان را ترغیب کردند که خود تاج و تخت را به دست بگیرد، و او موافقت کرد، و به جای امپراتور شانگ به تخت سلطنت بازگشت. لی لانگجی، اگرچه پیرترین پسر نیست، اما به دلیل دستاوردهای بزرگ خود، ولیعهد شد.
بعد بازگشت مجدد به عنوان امپراتور بر تخت سلطنت، امپراتور رویزونگ که هیچ تجربه و علاقه ای نسبت به مسائل سیاسی نداشت به پسرش لی لانگجی و به ویژه خواهرش پرنسس تایپینگ کاملاً تکیه کرد و در مورد تمام امور از آنها مشورت می‌گرفت و حتی مقامات و ژنرال‌ها در مورد هر موضع قبل از دیدار با امپراتور به خانه لی لانگجی و به ویژه غالباً به خانه پرنسس تایپینگ رفتن و امور را به اطلاع آنها رساندن و در طول این زمان اختلاف بین پرنسس تایپینگ و لی لانگجی برای کنترل کردن امپراتور و امور دولت آغاز شده بود.
خیلی زود، تنش‌ها برای مدیریت امپراتوری، بین پرنسس تایپینگ، که در این دوره قدرت و حامیان بسیار زیادی داشت، و لی لانگجی که ولیعهد بود، افزایش یافت، بخصوص که امپراتور رویزونگ بدون تردید تحت تأثیر و هدایت پرنسس تایپینگ بود و او از این نفوذ نهایت سوءاستفاده را می‌کرد و در سال ۷۱۱ توصیه کرد که دولت را به‌طور عمده سازماندهی کنند و افراد جدید را روی کار بیاورند و با پیشنهادات رسمی پرنسس تایپینگ افراد مورد نظر وی در موقعیت‌های اصلی نصب شدند و در این امور لی لانگجی با شدت مخالفت کرد. سرانجام، در سپتامبر ۷۱۲، امپراتور رویزونگ با حرف پرنسس تایپینگ با اعتقاد به این که علائم طالع بینی خواستار تغییر امپراتورها بود، و به نفع لی لانگجی (به عنوان امپراتور شوان زونگ) از تاج و تخت دست کشید. هر چند توصیه پرنسس تایپینگ برای تغییر امپراتورها برای ضربه زدن به لی لانگجی بود نه نفع‌اش، و دست کشیدن امپراتور رویزونگ از تاج و تخت مورد مخالفت پرنسس تایپینگ قرار گرفت و او با شور و حرارت فراوان با آن مقابله می‌کرد. اما بعد از مدتی که امپراتور رویزونگ به خواهرش التماس کرد، او تسلیم شده و قبول کرد. با این حال، به پیشنهاد پرنسس تایپینگ، امپراتور رویزونگ، که اکنون عنوان تایشانگ هوآنگ (امپراتور بازنشسته) را دارد، همچنان به اکثریت اقتدار امپراتوری خود ادامه می‌داد و پرنسس تایپینگ هنوز از نفوذ واقعی در امور دولت برخودار بود. با این حال، در سال ۷۱۳، امپراتور شوان زونگ، به ظن پرنسس تایپینگ به برنامه‌ریزی برای کودتا، مشکوک شد، امپراتور شوان زونگ ابتدا عمل کرد، و بیش از نیمی از همدستان عمه خود را به قتل رساند و بعد او را وادار به خودکشی کرد. پس از مرگ پرنسس تایپینگ، امپراتور رویزونگ اقتدار و مسئولیت امپراتوری را به امپراتور شوان زونگ واگذار کرد و عرصه سیاسی را ترک کرد. وی در سال ۷۱۶ درگذشت.